# Brännbergstjärnarna (Lycksele socken, Lappland, 719751-164541)
Brännbergstjärnarna är en sjö i Lycksele kommun i Lappland och ingår i Umeälvens huvudavrinningsområde.